# Lucy Boryer
Lucy Boryer (* 14. Februar 1966 in Portland, Oregon) ist eine US-amerikanische Schauspielerin. Bekannt ist sie durch die Rolle Janine Stewart in der Fernsehserie Doogie Howser, M.D..

## Leben
Lucy Boryer hatte 1987 ihren ersten Fernsehauftritt in der Serie ABC Afterschool Specials. Bekannt ist sie für ihre Rolle Janine Stewart in der Fernsehserie Doogie Howser, M.D., die sie von 1989 bis 1993 verkörperte. 1992 spielte sie die Ensign Janeway in Raumschiff Enterprise: Das nächste Jahrhundert. Weitere Auftritte in Serien hatte sie in Major Dad (1992) und Let’s Big Happy (2012). Zu den Filmen, in denen sie spielte, gehören Schlafwandler (1992), Body Bags (1993) und Der Preis der Rache (1994).

## Filmografie
- 1987: Junge Schicksale (ABC Afterschool Specials, Fernsehserie, eine Folge)
- 1989–1993: Doogie Howser, M.D. (Fernsehserie, 61 Folgen)
- 1990: Der Typ mit dem irren Blick II (Zapped Again!)
- 1991: The Chuck Woolery Show (Fernsehserie, eine Folge)
- 1991: Blood Drips Heavily on Newsies Square (Kurzfilm)
- 1992: Alles total normal – Die Bilderbuchfamilie (True Colors, Fernsehserie, eine Folge)
- 1992: Schlafwandler (Sleepwalkers)
- 1992: Raumschiff Enterprise: Das nächste Jahrhundert (Star Trek: The Next Generation, Fernsehserie, eine Folge)
- 1992: Major Dad (Fernsehserie, eine Folge)
- 1993: Body Bags (Fernsehfilm)
- 1994: Der Preis der Rache (In the Line of Duty: The Price of Vengeance, Fernsehfilm)
- 2001: Murder Among Friends (Fernsehfilm)
- 2012: Let’s Big Happy (Fernsehserie, eine Folge)
- 2013: Unusual Suspects (Kurzfilm)
- 2015: Beat the Heat (Kurzfilm)
- 2016: (Mis)Adventures in Hollywood (Fernsehserie, eine Folge)
- 2016: Anti Social (Kurzfilm)
- 2016: Our Lips Are Sealed (Kurzfilm)
- 2017: Tosh.0 (Fernsehserie, eine Folge)
- 2017: Dreadspace (Kurzfilm)
- 2018: God’s Gracie (Kurzfilm)
- 2018: Tater (Kurzfilm)
- 2018: An Ordinary Day (Kurzfilm)
- 2019: Liza on Demand (Fernsehserie, eine Folge)
- 2020: My Nightmare Landlord (Fernsehfilm)